# Эркенанц
Эркенанц — село в Капанском районе Армянской ССР, близ села Арцваник.
Мулкучан (ныне Эркенанц) входил в состав Зангезурского уезда Елизаветпольской губернии Российской империи.

## История
Упоминается в списке податных селений Татевскому монастырю в 1781 году. В 1959 году присоединился к селу Чапни.
Старые или прежние имена деревни Эркенанц: Мюлкашан, Мелкучапни, Мулкучан.

## Население
Изменение численности населения Эркенанца:
| Год           | 1831 г. | 1873 г. | 1914 г. | 1919 г. | 1931 г. |
| Число жителей | 36      | 134     | 355     | 278     | 284     |

## Историко-культурные сооружения
В деревне была Церковь С. Катаредж, которая находится на кладбище.